# Gauterico
Gauterico o Gauterit fue un comes (jefe militar) visigodo enviado por el rey Eurico a finales del siglo V para conquistar la Tarraconense central y oriental y otras regiones hasta el Reino de los suevos.

## Historia
Gauterico atravesó los Pirineos procedente de Aquitania, probablemente por el paso de Roncesvalles, tomando Pamplona. En 472 logró también conquistar Zaragoza «et vicinas urbes» —y las ciudades cercanas—, en donde parece que no halló ninguna resistencia. A diferencia de ocasiones anteriores, esta vez los visigodos no entraban a Hispania al servicio del Imperio romano, sino como conquistadores en nombre propio. 
Las autoridades locales de estas zonas se sometieron ante un ejército muy superior y contra el cual difícilmente podían esperar ningún éxito, y una ciudad amurallada, como Tarraco, a pesar de los escasos medios militares de la época que hacían difícil franquear murallas fuertes, fue tomada por otro comes visigodo, Eldefredo, mientras que las tácticas de guerrilla no eran utilizables contra un ejército potente.
Las ciudades disponían de una administración que, en sus aspectos principales, era continuadora de la administración romana y consideraban a los visigodos, en avanzado proceso de romanización, como aliados imperiales, tal como habían actuado durante años. 
Fue en esta época, hacia 482, cuando en el Valle del Ebro se establecieron los primeros propietarios visigodos, quienes venían acompañados de sus familias, de sus esclavos y de sus servidores. Algunos autores sospechan que fue también en esta época cuando se estableció en el Valle del Ebro un magnate vasco ancestro del conde Casio, después Banu Qasi.